# Villarrubia
Villarrubia är en ort i Spanien.   Den ligger i provinsen Province of Córdoba och regionen Andalusien, i den södra delen av landet, 300 km söder om huvudstaden Madrid. Villarrubia ligger 93 meter över havet och antalet invånare är 2 893.
Terrängen runt Villarrubia är kuperad norrut, men söderut är den platt. Runt Villarrubia är det ganska tätbefolkat, med 179 invånare per kvadratkilometer. Närmaste större samhälle är Córdoba, 12,1 km öster om Villarrubia. Trakten runt Villarrubia består till största delen av jordbruksmark.